# Abgeschlossenheitsbescheinigung
Die Abgeschlossenheitsbescheinigung (AB) ist nach deutschem Recht eine Bescheinigung darüber, dass eine Wohnung oder sonstige Räume in sich abgeschlossen sind (§ 3 Abs. 3 Wohnungseigentumsgesetzes (WEG)).

## Nutzen für die Eintragung in das Grundbuch
Die Abgeschlossenheitsbescheinigung dient dem Grundbuchamt als Arbeitserleichterung und ist zusammen mit dem Aufteilungsplan Voraussetzung für die Bildung von Sondereigentum. Sie ist erforderlich für die Aufteilung eines Gebäudes in Wohnungseigentum (auch Eigentumswohnung genannt) und/oder Teileigentum und die Anlage eigener Grundbuchblätter für jedes einzelne Wohnungs- oder Teileigentum.
Das Grundstück und das Gebäude sind Gemeinschaftseigentum, soweit sie nicht im Sondereigentum oder im Eigentum eines Dritten stehen.
Ein selbstständiges Sondereigentum kann gebildet werden an
- einer bestimmten Wohnung oder an nicht zu Wohnzwecken dienenden bestimmten Räumen auf einem Grundstück[2] oder
- einem Stellplatz (Raumfiktion), unabhängig davon, wo sich der Stellplatz auf dem Grundstück oder im Gebäude befindet[3].

Auch an Flächen, die außerhalb des Gebäudes liegen, kann ein Sondereigentum gebildet werden (Freiflächensondereigentum). Dies ist jedoch nur möglich, wenn die Wohnung oder die nicht zu Wohnzwecken dienenden Räume die wirtschaftliche Hauptsache bleiben (Annexeigentum). Hierdurch kann zum Beispiel eine Terrasse einer bestimmten Wohnung zugeordnet werden.

## Erteilung durch die Baubehörde
Die Abgeschlossenheitsbescheinigung wird durch die Baubehörde ausgestellt (§ 7 Abs. 4 WEG). Die Erteilung einer Abgeschlossenheitsbescheinigung ist eine behördliche Wissenserklärung, kein Verwaltungsakt.
Die Ausstellung der Abgeschlossenheitsbescheinigung gemäß § 7 Absatz 4 Satz 1 Nummer 2 und § 32 Absatz 2 Satz 2 Nummer 2 WEG wird in der Allgemeinen Verwaltungsvorschrift für die Ausstellung von Bescheinigungen nach dem Wohnungseigentumsgesetz (AVA) geregelt.
Abgeschlossen sind Wohnungen und nicht zu Wohnzwecken dienende Räume, wenn sie
1. baulich vollkommen von fremden Wohnungen und Räumen abgetrennt sind (zum Beispiel durch Wände und Decken) und
2. einen eigenen abschließbaren Zugang unmittelbar vom Freien, von einem Treppenhaus oder einem Vorraum haben; der Zugang darf nicht über ein anderes Sondereigentum oder ohne dingliche Absicherung über ein Nachbargrundstück führen.

Zusätzlich können abschließbare Räume außerhalb des jeweiligen Abschlusses (z. B. Kellerraum) als Annexeigentum dazugehören.
Abgeschlossenheit bedeutet die dauerhaft räumliche Abgrenzung und Abschließbarkeit einer Wohnung gegenüber anderen Wohnungen und dem gemeinschaftlichen Eigentum. Eine gesetzliche Definition des Begriffes Abgeschlossenheit enthält das WEG nicht. Die Abgeschlossenheit erfordert dreierlei: Abgeschlossenheit gegenüber anderem Sonder- oder Gemeinschaftseigentum, Zugangsmöglichkeit und eine bestimmte Ausstattung. Eine Wohnung ist die Summe der Räume, welche die Führung eines Haushalts ermöglichen; dazu gehörten nach der alten Fassung der AV stets eine Küche oder ein Raum mit Kochgelegenheit sowie Wasserversorgung, Ausguss und WC. Obwohl die neue Fassung 2021 der AV diese Räume nicht mehr gesondert aufführt, ist davon auszugehen, dass zumindest die zu Wohneigentum geeigneten Räume typischerweise diese Ausstattung auch weiterhin aufweisen müssen; wobei bereits nach der bis 30. November 2020 gültigen Rechtslage anerkannt war, dass diese Räume auch außerhalb der eigentlichen Wohnung liegen können (wie z. B. eine abschließbare Toilette auf halber Treppenhöhe).
Dem schriftlichen Antrag auf Erteilung einer Abgeschlossenheitsbescheinigung ist eine Bauzeichnung beizufügen.
Voraussetzung für die Erteilung der Abgeschlossenheitsbescheinigung ist, dass
1. die Wohnungen und die nicht zu Wohnzwecken dienenden Räume, an denen Sondereigentum begründet werden soll, in sich abgeschlossen sind[14] und
2. die Stellplätze, an denen Sondereigentum begründet werden soll, sowie die außerhalb des Gebäudes liegenden Teile des Grundstücks, auf die sich das Sondereigentum erstrecken soll, durch Maßangaben bestimmt sind[15].

Eine Abgeschlossenheitsbescheinigung ist ungeachtet bauordnungsrechtlicher Vorschriften zu erteilen. Sie enthält keine verbindliche Aussage über den Umfang der baurechtlich zulässigen Nutzung (erteilte Baugenehmigungen) des Sondereigentums.
Eine Abgeschlossenheitsbescheinigung kann im Wege der Leistungsklage auf dem Verwaltungsrechtsweg angefochten werden.

## Nutzen für die Statistik
In der Wohnungsmarktbeobachtung kann die Zahl der Abgeschlossenheitsbescheinigungen im Wohnungsbestand als Indikator für die Umwandlung von Miet- in Eigentumswohnungen genutzt werden. Das kann z. B. interessant sein, um den räumlichen und zeitlichen Verlauf von Gentrifizierung oder Wohnungsprivatisierungen zu beobachten.
Allerdings führt eine Abgeschlossenheitsbescheinigung nicht zwangsläufig zur Umwandlung in eine Eigentumswohnung und den Verlust von Mietwohnraum. Zum einen beantragen Wohnungsgesellschaften oder private Eigentümer von Mietshäusern Abgeschlossenheitsbescheinigungen manchmal „auf Vorrat“, ohne die Aufteilung ins Grundbuch eintragen zu lassen oder die Wohnung zum Verkauf anzubieten. Zum anderen muss sich für eine angebotene Wohnung auch erst ein Käufer finden (was – je nach Marktlage – nicht immer der Fall ist). Mancherorts kann man die tatsächliche Umwandlungstätigkeit anhand der Statistik des örtlichen Gutachterausschusses überprüfen: Einige weisen „Verkäufe von umgewandelten Wohnungen“ als separate Zahl aus.
Auch dann bleibt jedoch unklar, ob die Wohnung vom neuen Eigentümer selbst genutzt oder weiter vermietet wird.
Trotz dieser Unklarheiten ist die Zahl der Abgeschlossenheitsbescheinigungen ein geeigneter Frühwarnindikator für stadträumliche Transformationsprozesse, dem ggf. eine vertiefte Analyse folgen muss.